# Rêver
«Rêver» (рус. Сновидение) — песня, записанная французской певицей Милен Фармер в 1995 году. Это был пятый сингл с её четвёртого студийного альбома Anamorphosée выпущенный 16 ноября 1996 года. Несмотря на умеренные продажи и месту в чартах, песня остается одной из самых известных широкой публике, потому что субъективно речь идёт в частности о Холокосте и призыве к терпимости.

## История создания и релиз
Первоначально, было запланировано выпустить только четыре сингла с Anamorphosée. Однако из-за падения Милен Фармер во время концерта в Лионе 15 июня 1996 года, песня «Rêver» была выбрана в качестве пятого сингла для того, чтобы поклонники ждали выпуска концертного альбома, который по понятным причинам был отложен.
Сингл был выпущен только на CD, и не было никакого винила. На обложке сингла, Фармер стоит на коленях, совершенно голая, изображая скромность, которая кажется парадоксальной. Digipack версия CD-макси содержит новый ремикс на песню «XXL». Второй трек на сингле — концертная версия этой песни. Что касается ремикса ('stripped dream remix'), то он был спродюсирован Лораном Бутонна.

## Лирика и видеоклип
«Rêver» была первой песней Фармер обращённая к геноциду Второй мировой войны, в первой строке, через книгу If This Is a Man написанную Примо Леви Primo Levi (второй сингл «Souviens-toi du jour»). Когда сингл был выпущен, многие не замечали в песне ссылки на эту трагедию, которую Фармер не использует. Согласно одной строке из припева «J’irai cracher sur vos tombeaux», ссылается на книгу Бориса Виан под псевдонимом Вернон Салливан. Эта книга вызвала споры в 1947 году из-за призыва к насилию и сексуального содержания Также текст песни навеян стихами французского писателя Пьера Реверди Pierre Reverdy. Например, слова «Nous ne marcherons plus ensemble», являются точной цитатой из стихотворения "Dans Le étranger Monde ", «Dansent les flammes, les bras se lèvent», которые относятся к поэме «Esprit pensant» и слова «Le monde comme une pendule, qui s’est arrêtée», так же вдохновлённая поэмой " Toujours là ". В песне также упоминаются " ангелы ", повторяющаяся тема в песнях Фармер.
В этой песне, Фармер говорит, что она «надеется на лучший мир, и признается, что она, возможно, заблуждается. Тем не менее, (…) [для неё], эти надежды только недоступные мечты». «Rêver» заканчивается по-другому в отличие от других песен певицы: не припевом, но с фразой «J’ai rêvé qu’on pouvait s’aimer / J’avais rêvé du mot aimer». Французский автор Эрван Жебер сказал: «Rêver», вероятно, одна из самых трогательных песен Милен Фармер.
Первоначально, была запланирована студийная версия видео, но в конце концов была произведена концертная версия (в двух вариантах). Видео показывает концертный тур 1996 года, в котором певица носит золотое платье.

## Живое исполнение
Через некоторое время, после выхода сингла, Милен Фармер исполнила песню в одном телевизионном шоу Les Enfants de la guerre, 27 ноября 1996 года на TF1, в котором она носила то же платье, сделанное Пако Раббан Paco Rabanne. Запись выступления состоялась без зрителей, что вызвало гнев сотен поклонников, которые приехали из Франции и Бельгии, которые прождали несколько часов под дождем. Этот инцидент широко освещался в прессе. «Rêver» также была исполнена на NRJ Music Awards 10 января 2003 года. Эти выступления проводились в концертной версии под аккомпанемент Ивана Кассара (Yvan Cassar), который играл на пианино. Это было первым выступлением после 17 лет, когда Фармер пела в прямом эфире на телевидении.
«Rêver» была исполнена в последних пяти турах: 1996 Tour, Mylenium Tour, Avant que l’ombre… à Bercy, Тур 2009 года и Timeless 2013. Когда Фармер пела эту песню, она часто была одета в белое платье, Кассар играл на фортепиано, а иногда Милен плакала. Подтанцовка не была использована для этих выступлений. В туре 1999 года, Фармер носила оранжевый костюм, состоящий из капер брюк, толстого пиджака и оранжевых туфель с высокими каблуками. Исполнение песни завершало концерты тура 2013 года.

## Положение в чартах
Песня вошла в French Single Chart под номером восемь 23 ноября 1996 года и на следующей неделе поднялась на седьмое место, таким образом, «Rêver» становится четырнадцатым хитом Фармер, который попадает в десятку хитов во Франции. Тогда сингл сдал позиции и оставался в топ-50 в течение 15 недель. Однако, хоть продажи и были умеренными, сингл вошёл в альбомом Anamorphosée, чтобы достичь первого места по продаваемости в течение двух недель.
В Бельгии (Валлония), песня дебютировала под номером 30 на Ultratop 40 21 декабря 1996 года и достигла пика № 12, 2 февраля 1997 года. Она сдала позиции в чарте после 17 недель, и был 96-м самым продаваемым синглом года.

## Кавер версии
В 2002 году Gregorian перепели песню, которая вошла в альбом Masters of Chant Chapter II.
Наиболее заметная кавер-версия была записана Les Enfoirés с видео в 2002 году, для альбома 2002 года:Tous dans le même bateau (17 трек, 4:45) Среди артистов, которые исполняют «Rêver», есть Francis Cabrel, Pascal Obispo, Marc Lavoine, Patrick Bruel, Muriel Robin и Maurane. В этой версии, Alizée поет только первый куплет.
Прохор Шаляпин, бывший участник реалити-шоу Star Academy исполнил песню на русском языке и его версия доступна на его сайте.

## Форматы и трек-листы
Здесь представлены форматы и трек-листы сингла «Rêver»:
- CD single

| №  | Название                    | Длительность |
| -- | --------------------------- | ------------ |
| 1. | «Rêver» (radio edit)        | 4:42         |
| 2. | «Rêver» (1996 live version) | 6:00         |

- CD maxi — Crystal case / CD maxi — Digipack / CD maxi — Promo

| №  | Название                         | Длительность |
| -- | -------------------------------- | ------------ |
| 1. | «Rêver» (radio edit)             | 4:42         |
| 2. | «Rêver» (the stripped dream mix) | 5:10         |
| 3. | «Rêver» (1996 live version)      | 6:00         |
| 4. | «XXL» (UK remix)                 | 9:00         |

- CD single — Promo

| №  | Название             | Длительность |
| -- | -------------------- | ------------ |
| 1. | «Rêver» (radio edit) | 4:42         |

- Цифровая дистрибуция

| №  | Название                    | Длительность |
| -- | --------------------------- | ------------ |
| 1. | «Rêver» (album version)     | 5:21         |
| 2. | «Rêver» (1996 live version) | 8:26         |
| 3. | «Rêver» (2000 live version) | 5:54         |
| 4. | «Rêver» (2006 live version) | 8:04         |
| 5. | «Rêver» (2009 live version) | 5:23         |

- VHS — Promo

| №  | Название        | Длительность |
| -- | --------------- | ------------ |
| 1. | «Rêver» (video) |              |